# Marisabelle Lombaová
Marie-Isabelle „Marisabelle“ Lombaová (* 17. srpen 1974 Charleroi, Belgie) je bývalá reprezentantka Belgie v judu. Je držitelkou bronzové olympijské medaile.

## Sportovní kariéra
S judem začala v 10 letech v Fosses-la-Ville. Vrcholově se judu věnovala v Tournai pod vedením Bernarda Tamboura.
Poprvé na sebe upozornila v roce 1995 a v závěru roku na mistrovství světa v Japonsku si ziskem pátého místo zajistila účast na olympijských hrách v Atlantě. V olympijské roce 1996 sice propadla na mistrovství Evropy, ale formu vyladila k olympijským hrám. V prvním kole svůj zápas prohrála, ale přes opravy se probojovala do boje o třetí místo, ve kterém porazila Číňanku Liou Čchu-ang a vybojovala bronzovou medaili.
V roce 1997 navázala na svoji olympijskou medaili, před domácím publikem titulem mistryně Evropy, ale na olympijských hrách v Sydney v roce 2000 na ty nejlepší již nestačila. Po nevydařené kvalifikaci na olympijské hry v Athénách v roce 2004 se sportovní kariérou rozloučila.

## Výsledky
| Turnaj             | 1992       | 1993       | 1994       | 1995       | 1996       | 1997       | 1998       | 1999       | 2000       | 2001       | 2002       | 2003       |
| Turnaj             | 18         | 19         | 20         | 21         | 22         | 23         | 24         | 25         | 26         | 27         | 28         | 29         |
| Turnaj             | lehká váha | lehká váha | lehká váha | lehká váha | lehká váha | lehká váha | lehká váha | lehká váha | lehká váha | lehká váha | lehká váha | lehká váha |
| ------------------ | ---------- | ---------- | ---------- | ---------- | ---------- | ---------- | ---------- | ---------- | ---------- | ---------- | ---------- | ---------- |
| Olympijské hry     | —          |            |            |            | 3.         |            |            |            | úč.        |            |            |            |
| Mistrovství světa  |            | —          |            | 5.         |            | 5.         |            | úč.        |            | 7.         |            | —          |
| Mistrovství Evropy | —          | —          | úč.        | —          | úč.        | 1.         | úč.        | úč.        | 7.         | úč.        | úč.        | úč.        |
| ME juniorů         | 5.         |            |            |            |            |            |            |            |            |            |            |            |